# Highly Advanced Laboratory for Communications and Astronomy
HALCA (acronyme de « Highly Advanced Laboratory for Communications and Astronomy ») est un radiotélescope spatial comportant une antenne de 8 mètres de diamètre développé par l'institut scientifique japonais ISAS qui fait aujourd'hui partie de l'agence spatiale japonaise JAXA. Lancé le 12 février 1997, HALCA est le premier satellite à utiliser la technique d'interférométrie à très longue base. La mission prit fin en novembre 2005 après l'épuisement des ergols utilisés pour le contrôle du satellite.
HALCA est le deuxième engin du programme spatial de l'ISAS MUSES (« Mu Space Engineering Satellites ») destiné à tester de nouvelles techniques spatiales. Cette série comprend également la sonde spatiale lunaire Hiten (MUSES-A) lancée en 1990 et la mission avec retour d'échantillon d'astéroïde Hayabusa (MUSES-C) lancée en 2003.

## Contexte et historique
Les premières propositions de radiotélescope spatial au sein de l'agence japonaise ISAS dédiée aux missions spatiales scientifiques remonte au début des années 1990. Le programme VSOP (VLBI Space Observatory Programme) est soumis à l'ISAS en mars 1987 après une étude de faisabilité d'une durée de deux ans. Des fonds sont alloués au projet à compter de 1988. Un premier modèle de test du satellite est réalisé entre 1989 et 1992. Le modèle de vol est intégré et testé entre juin et novembre 1996. Pour lancer le satellite, l'ISAS choisit de développer une version plus puissante de sa famille de lanceurs Mu. La fusée M-V dont la réalisation débute en 1990 est à l'époque le plus puissant des lanceurs utilisant uniquement du propergol solide. Le satellite est placé en orbite le 12 février 1997 et l'antenne est déployée le 28 février. Les opérations débutent après des vérifications techniques.
Le radiotélescope est désigné sous l’appellation MUSES-B (deuxième mission du programme MUSES) durant son développement. En conformité avec les traditions de l'astronautique japonaise, il est rebaptisé une fois le lancement réussi Haruka, qui signifie « dans le lointain ».

## Objectifs
HALCA est d'abord une mission destinée à valider des techniques spatiales nécessaires pour réaliser une mission d'interférométrie à très longue base entre des télescopes à Terre et un télescope spatial : déploiement d'une antenne à grand diamètre, transmission ultra stable de données pour permettre la comparaison d'une horloge atomique embarquée à bord du satellite avec une horloge atomique située sur Terre, contrôle très précis de l'orientation du satellite. Le radiotélescope doit mener des campagnes d'observation en interférométrie en liaison avec d'autres télescopes situés à Terre.

## Caractéristiques techniques

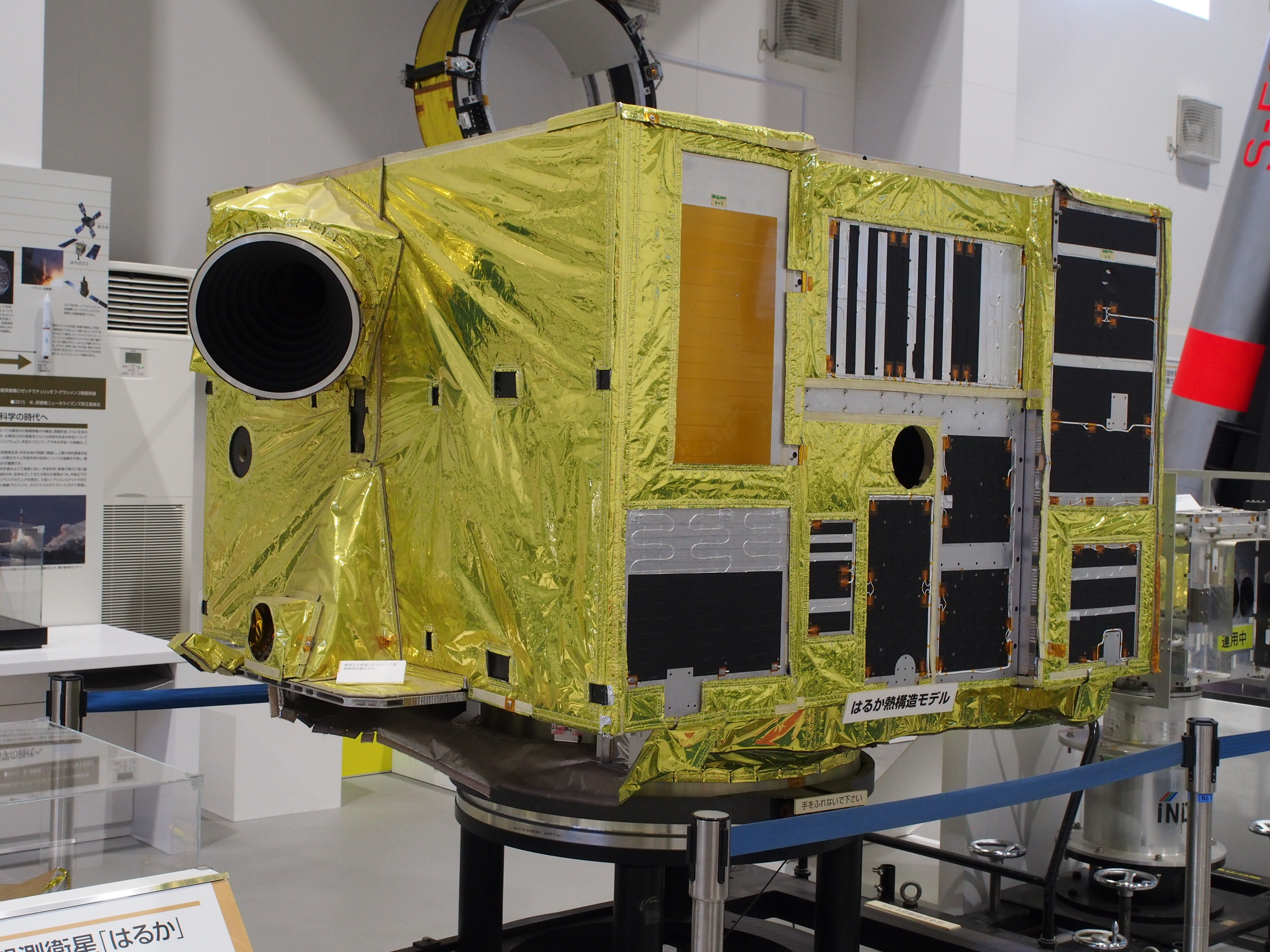
Modèle thermique de la plateforme d'HALCA.

HALCA est constitué d'une plateforme parallélépipédique de 1,5 × 1,5 × 1 mètre sur lequel sont fixés l'antenne et les panneaux solaires. Ceux-ci fournissent 2,5 kW. Déployable de 10 mètres de diamètre maximum (8 mètres effectif) constituée par un treillis de molybdène plaqué avec de l'or. L'antenne est suspendue à six mats déployés en orbite. L'antenne utilise une optique Cassegrain avec un réflecteur secondaire de forme hexagonale s'inscrivant dans un cercle de 1,1 mètre de diamètre et situé à 3,4 mètres au-dessus du réflecteur principal. Les ondes radio sont focalisées par un guide d'ondes de 2,5 mètres de long. Le radiotélescope opère dans les longueurs d'onde 1,6/1,73 GHz, 4,7/5 GHz et 22/22,3 GHz,.

## Fonctionnement
Le radiotélescope circule sur une orbite terrestre haute très elliptique de 560 × 21 400 km avec une inclinaison de 31° qu'il parcourt en 6h20. La durée de vie prévue avant le lancement est de trois ans compte tenu des dommages subis lors de la traversée des ceintures de radiation qui entourent la Terre. Le satellite fonctionnera finalement jusqu'à l'épuisement des ergols utilisés pour le contrôle de l'orientation en novembre 2009 c'est-à-dire durant huit ans et neuf mois. Les observations dans la longueur d'onde 22 GHz ne pourront être réalisées du fait d'une perte de sensibilité du détecteur attribuée aux vibrations du lancement.

## Résultats
Un radiotélescope virtuel doté d'une ouverture de 30 000 km a pu être créé par la technique de l'interférométrie à très longue base en combinant les signaux d'HALCA avec ceux d'observatoires situés sur Terre. Cette technique a permis des observations des émissions radio du quasar PKS0637-752 avec une résolution de 2/10000 seconde d'arc et d'un jet situé dans la galaxie M87 avec une résolution de 1/1000 seconde d'arc. la mise en œuvre de l'interférométrie à très longue base avec un radiotélescope spatial est une première qui a été récompensée en 2005 par le prix Laurel de l'International Academy of Astronautics.

## Successeurs
Les scientifiques japonais ont travaillé à compter de 2006 sur une mission qui devait prendre la suite d'HALCA. ASTRO-G possédait une antenne parabolique de 9 m de diamètre pour observer dans les bandes à 8, 22  et   43 GHz. Sa résolution et sa sensibilité devaient être dix fois meilleures que son prédécesseur. Le projet a été arrêté à la suite de problèmes de mise au point technique ayant entrainé des dépassements budgétaires importants,.
Le radiotélescope russe RadioAstron est un projet ancien qui a été mis en orbite en 2011. Son antenne d'un diamètre de 10 mètres lui permet de faire des observations dans quatre longueurs d'onde comprises entre 1,35  et   92 cm. Son pouvoir de résolution est de 1/100 000 de seconde d'arc lorsqu'il se trouve à l'apogée de son orbite.